# ویبراتور کلیتورال

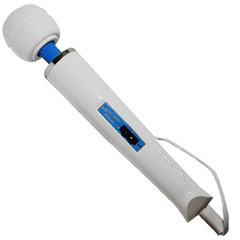
لرزاننده برقی دسته جادویی هیتاچی

ویبراتور کلیتورال (به انگلیسی: clitoral vibrator) لرزاننده چوچوله گونه‌ای لرزاننده است که برای تحریک قسمت خارجی چوچوله و ایجاد حالت اوج لذت جنسی در زنان طراحی شده است. این اسباب‌بازی جنسی برای دخول ساخته نشده اما شکل برخی از لرزاننده‌های چوچوله به گونه‌ایست که امکان دخول و تحریک مناطق داخلی مهبل را برای لذت جنسی اضافی فراهم می‌کنند. صرف نظر از طراحی، کارکرد اصلی لرزاننده‌های چوچوله، لرزش در سرعتها و شدتهای مختلف است. لرزاننده‌ها به‌طور معمول با باتری کار می‌کنند و برخی از آنها را می‌توان در زیر آب بهره‌گیری کرد.
طراحی احتیاطی اغلب یک ویژگی مفید برای یک اسباب بازی جنسی است؛ بنابراین برخی لرزاننده‌های چوچوله‌ای وچود دارند که در نگاه نخست شبیه اشیاء معمولی به نظر می‌آیند؛ اشیائی همچون رژ لب، گوشی تلفن همراه، اسفنج و بسیاری دیگر از وسایل روزمره.

## گونه‌ها

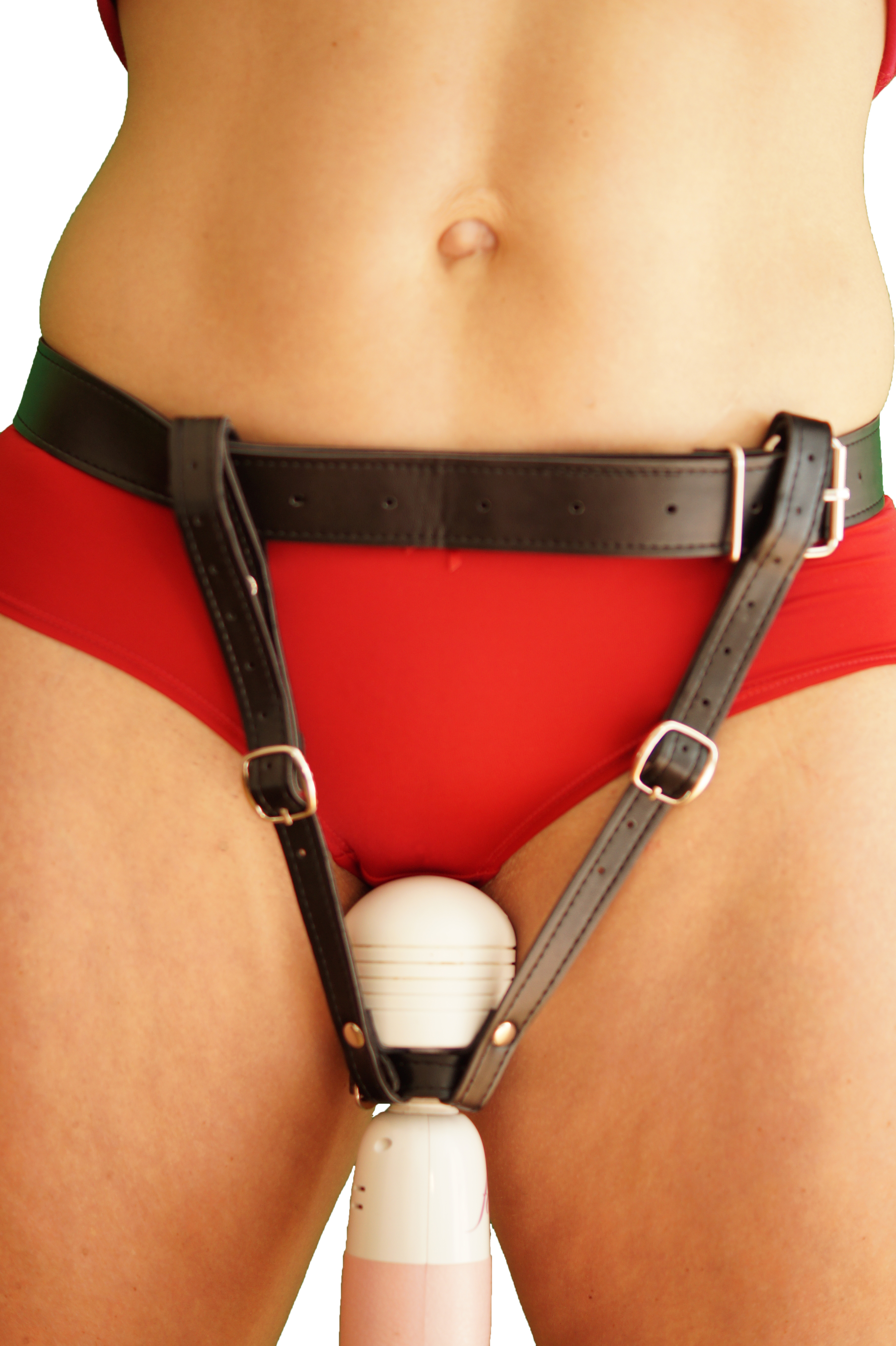
یک کمربند دارای دسته لرزاننده به منظور بهره‌گیری بی‌دست

از بیش‌تر لرزاننده‌ها می‌توان برای تحریک چوچوله نیز بهره برد، اما لرزاننده‌های ویژه چوچوله در این گونه‌ها به بازار عرضه شده‌اند:
لرزاننده‌های چوچوله‌ای دستی دارای طیف گسترده‌ای از طرح‌ها هستند. بعضی از دسته‌های لرزاننده، مانند دسته جادویی هیتاچی و داکسی توسط یک کابل بلند به پریز دیواری متصل می‌شوند. این باعث می‌شود تا حدودی از راحتی بهره‌گیری از آن‌ها در محیط‌های مرطوب کاسته شود. با این حال، این گونه از لرزاننده‌ها به‌طور کلی قدرتمند بوده و تحریک شدیدتر و دوام بهتری را ارائه می‌دهند. همچنین لرزاننده‌هایی که با باتری کار می‌کنند و اندازه آن‌ها به قدری کوچک است که می‌توان حتی همچون انگشتر، آن‌ها را به دست کرد نیز در بازار وجود دارند.
لرزاننده‌های بدون نیاز به دست عموماً دستگاه‌های کوچکتر و با قدرت کمتری هستند که توسط بند یا مهار در جای خود نگه داشته می‌شوند. متداول‌ترین آنها دارای اندازه‌ای کوچک و تخم مرغی شکل بوده که توسط یک سیم بلند به یک بسته باتری چند سرعته متصل است. برخی از این گونه‌ها نیز قابل کنترل شدن از راه دور هستند. بندهای پروانه ای، شورت‌های لرزاننده و حلقه‌های کیر از گونه‌های متفاوت لرزاننده‌های چوچوله‌ای بدون نیاز به دست هستند. بندهای پروانه‌ای لرزاننده‌هایی کوچک با بندهای قابل تنظیم بر روی کمر و باسن زن هستند. شورت‌های لرزاننده نیز گونه‌ای شورت زنانه هستند که با یک کیسه اضافی در مقابل که به آن یک لرزاننده کوچک متصل است قرار داده شده‌است. آنها معمولاً قابل کنترل شدن از راه دور هستند و می‌توان از راه برنامه در دستگاه تلفن همراه حتی از محل کار، داخل خودرو و غیره نیز آن‌ها را کنترل کرد. کنترل از راه دور را می‌توان به شریک جنسی واگذار کرد. با این حال این لرزاننده‌ها بی‌صدا نیستند و هنگام فعال بودن از خود صدا تولید می‌کنند. حلقه‌های کیر دارای یک گوی لرزشی، برای تحریک کلیتوریس در هنگام مقاربت، و همچنین یک تقویت کننده نعوظ هستند.
برخی از لرزاننده‌های بدون نیاز به دست، ضدآب هستند.
همچنین لرزاننده‌های دوگانه وجود دارند که هم‌زمان چوچوله و نقطه جی را تحریک می‌کنند. برخی از لرزاننده‌های چوچوله‌ای را می‌توان به واژن وارد کرد. اینها به‌طور معمول بازوی کوچکی در نزدیکی پایه ویبراتور دارند و باعث تحریک همزمان کلیتور و واژن می‌شوند. شکل‌های گوناگونی از این لرزاننده‌ها شامل لرزاننده‌های گوی‌مانند، شکل حیوانات، اشکال ارگونومیک، شکل موشک‌های مینیاتوری و زبان‌های بزرگ انسانی در بازار موجود هستند.